# Almonte (Ontário)

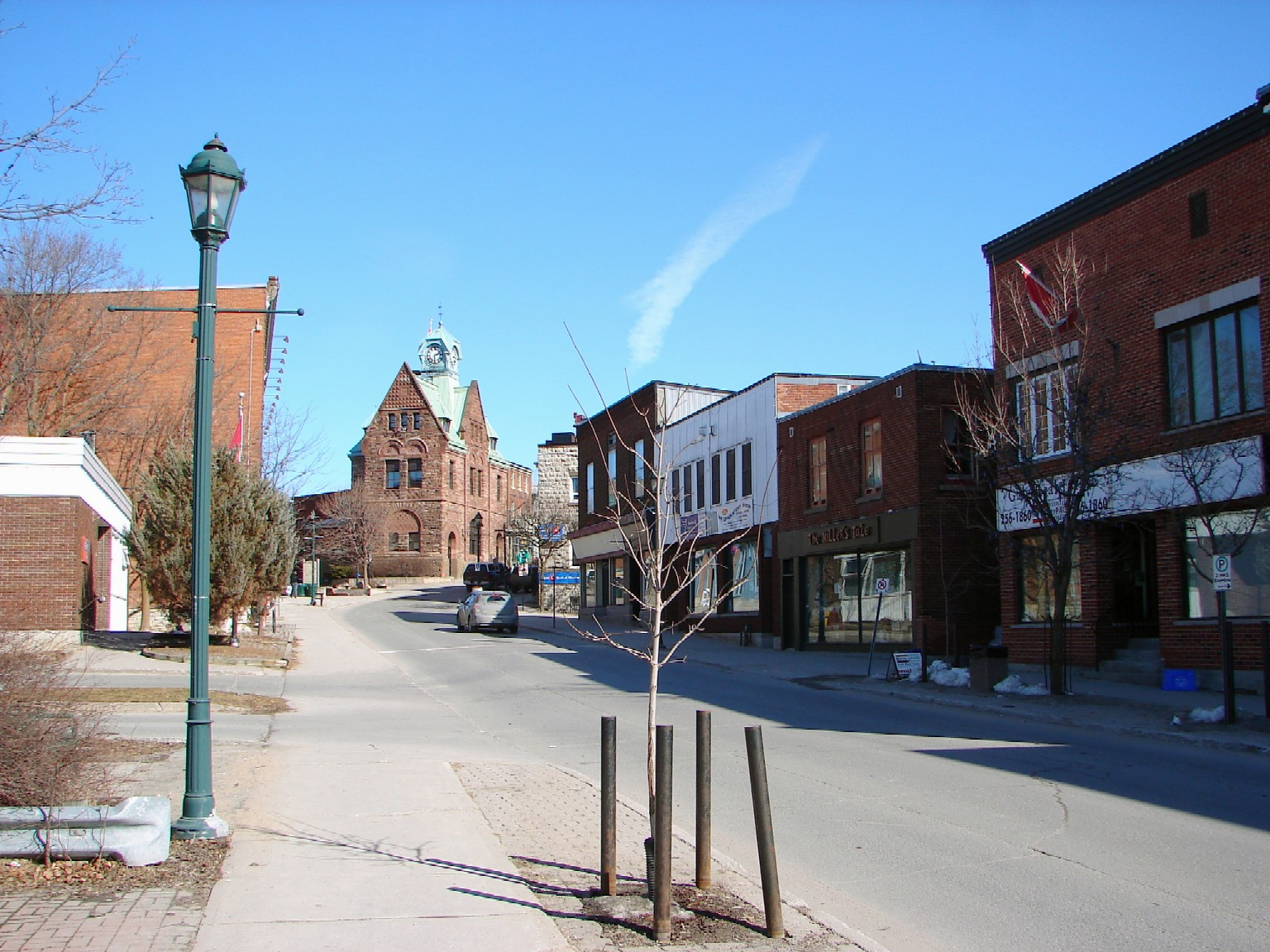

Almonte é uma antiga cidade industrial situada no condado de Lanark, na porção oriental de Ontário, Canadá, às margens do Rio Mississipi.  Foi fundada por colonizadores irlandeses e escoceses, mas seu nome foi dado em homenagem a um general mexicano, Juan Almonte, em 1856. Anteriormente um município independente, Almonte é atualmente um bairro da cidade de Mississippi Mills, que foi criada em 1 de janeiro de 1998 com a fusão de Almonte com os municípios de Ramsay e Pakenham. Almonte se encontra a cerca de 46Km da capital Ottawa.